# Tolpis barbata
Tolpis barbata es una especie de la familia de las Asteráceas, tribu de las Cichorieae, o sea solo con lígulas.

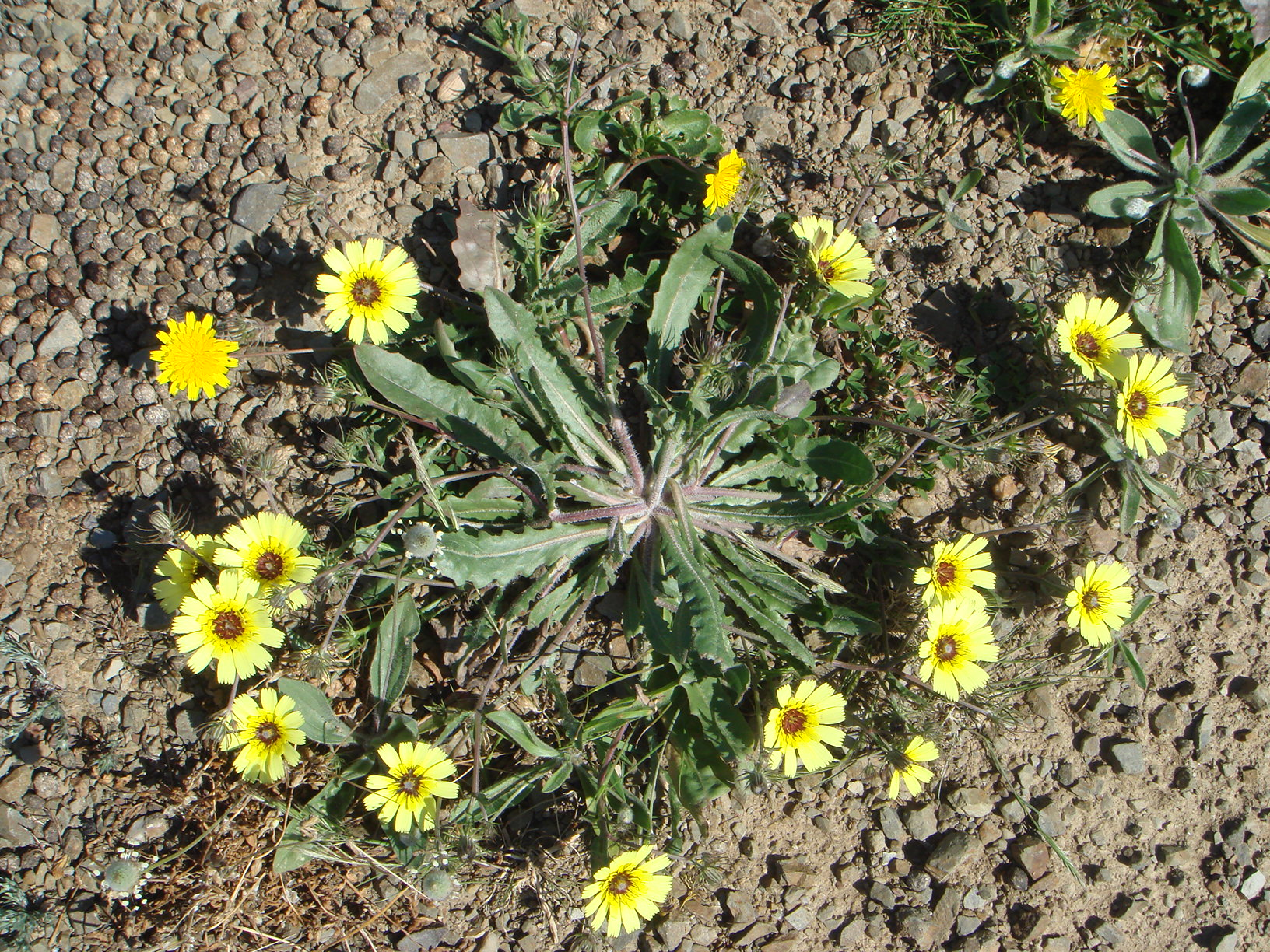
Hábito

## Descripción
Planta anual, de tamaño muy variable (6-90 cm), vellosa, erecta, con tallo simple o ramificado, en este caso el tallo central se ve rebasado por las ramas laterales. Hojas generalmente basales, lineares-lanceoladas, de márgenes enteros hasta dentados o profundamente divididos, que se hacen más pequeñas cuanto más arriba están. Flores en grupos. Cabezuelas de 1-1,5 cm de ancho, solitarias o en grupos en pedúnculos dilatados. Capítulos amarillos con un centro púrpura rojizo oscuro. Todos los flósculos son lígulas. Involucro de 6-15 mm de alto, con brácteas delgadas, las externas curvadas hacia fuera y las internas rectas. Solo se forman lígulas, amarillas (secas verdes), las internas pardas frecuentemente. Los frutos externos (aquenios) con una corona de pelos cortos (vilano), los internos con pelos cortos y más largos. Florece en primavera.

## Distribución y hábitat
Todo el Mediterráneo, excepto Italia, Sicilia, Cerdeña y Serbia.
Introducido en América del Norte y del Sur y Australasia.

Se encuentra en garrigas,  terrenos incultos, secos o arenosos.

## Taxonomía
Tolpis barbata fue descrita primero por Carlos Linneo como Crepis barbata en Species Plantarum, vol. 2, p. 805 en 1753  y reclasificado por Joseph Gaertner en el género Tolpis y publicado en De Fructibus et Seminibus Plantarum. . . , 2(3), p. 372 en 1791.
Sinonimia
- Crepis barbata L., Sp. Pl.: 805. 1753 - basiónimo
- Drepania barbata (L.) Juss., Gen. Pl.: 169, 1789
- Cichorium barbatum (L.) E. H. L. Krause, Deutschl. Fl. (Sturm), ed. 2, 14: 181, 1906
- Tolpis prolifera Moench, Suppl. Meth.: 220, 1802, nom. illeg.
- Crepis baetica Mill., Gard. Dict., ed. 8: no. 3, 1768
- Drepania falcata Roussel, Fl. Calvados: 127, 1795-1796
- Drepania barbata var. pallida Desf., Tabl. École Bot.: 88, 1804
- Tolpis crinita Lowe, Prim. Faun. Fl. Mader.: 24, 1831
- Crepis crinita Lowe in Trans. Cambridge Philos. Soc., 4: 24, 1831, nom. inval.
- Tolpis bivonae Jord. & Fourr., Brev. Pl. Nov., 2: 87, 1868
- Tolpis canariensis Jord. & Fourr., Brev. Pl. Nov., 2: 84, 1868
- Tolpis dichroa Jord. & Fourr., Brev. Pl. Nov., 2: 86, 1868
- Tolpis discolor Jord. & Fourr., Brev. Pl. Nov., 2: 86, 1868
- Tolpis pallidiflora Jord. & Fourr., Brev. Pl. Nov., 2: 85, 1868
- Tolpis umbellata Bertol.,  Mem. Soc. Emul. Genova, 133, 1803
- Tolpis baetica (Mill.) Jord. & Fourr., Icon. Fl. Eur., 1: 43, 1867, nom. illeg.
- Crepis incrassata Lowe in Trans. Cambridge Philos. Soc., 4: 24, 1831, nom. inval.[4]

## Nombres comunes
Chicoria andaluza, chicoria loca, chicoria mayor, chicoria menor, chopos, ojos de Cristo, tayos, tolpis, toquilla.